# Aglomeracja częstochowska
Aglomeracja częstochowska – aglomeracja w północnej części województwa śląskiego, której miasto centralne stanowi Częstochowa a strefę podmiejską część gmin z powiatów: częstochowskiego i kłobuckiego.

## Koncepcje aglomeracji częstochowskiej

### Aglomeracja według urzędu marszałkowskiego
W 2004 r. Urząd Marszałkowski Woj. Śląskiego wskazał obszary śródmiejskie aglomeracji częstochowskiej obejmujące Częstochowę i Blachownię. Z aglomeracją funkcjonalnie powiązane są gminy: Rędziny i Poczesna. Rozwój aglomeracji wspomagany jest przez ośrodek regionalny Myszków i ośrodek ponadlokalny Kłobuck. Wydział Planowania Strategicznego i Przestrzennego urzędu marszałkowskiego ocenił, że aglomeracja stanowi silny gospodarczo, kulturalnie i naukowo ośrodek o znaczeniu krajowym.
Aglomeracja częstochowska wykazuje tendencje do rozwoju monocentrycznego z ośrodkiem w Częstochowie, a także do rozwoju osadnictwa w korytarzach transportowych łączących Częstochowę z konurbacją górnośląską.

### Aglomeracja według P. Swianiewicza oraz U. Klimskiej

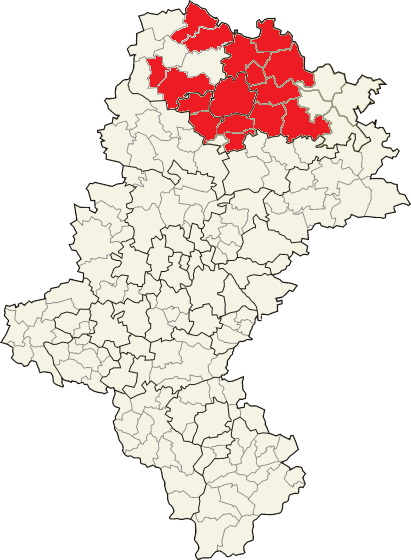
Obszar gmin aglomeracji według P. Swianiewicza i U. Klimskiej na mapie woj. śląskiego

W 2005 roku Paweł Swianiewicz oraz Urszula Klimska scharakteryzowali aglomerację częstochowską jako obszar do którego należało miasto Częstochowa oraz 15 okolicznych gmin. Obszar ten w 2002 r. zamieszkiwało 393 tys. osób. Przy wyznaczaniu aglomeracji przeprowadzono delimitację obszarów przyległych do Częstochowy, uwzględniając saldo migracji w latach 1998–2002, gęstość zaludnienia (w 2002 r.), współczynnik zatrudnienia związany z natężeniem dojazdów.
| Gmina                  | Liczba ludności (2010-12-31) [osób] | Powierzchnia (2010-01-01) [km²] | Gęstość zaludnienia [osób/km²] |
| ---------------------- | ----------------------------------- | ------------------------------- | ------------------------------ |
| Częstochowa            | 238042                              | 159,71                          | 1490,46                        |
| gmina Blachownia       | 13329                               | 66,61                           | 200,11                         |
| gmina Janów            | 5959                                | 146,75                          | 40,61                          |
| gmina Kamienica Polska | 5667                                | 46,45                           | 122,0                          |
| gmina Kłomnice         | 13722                               | 147,73                          | 92,89                          |
| gmina Konopiska        | 10581                               | 78,51                           | 134,77                         |
| gmina Kruszyna         | 4896                                | 93,55                           | 52,34                          |
| gmina Miedźno          | 7583                                | 112,77                          | 67,24                          |
| gmina Mykanów          | 14356                               | 141,56                          | 101,41                         |
| gmina Mstów            | 10627                               | 119,57                          | 88,88                          |
| gmina Olsztyn          | 6802                                | 109,10                          | 62,35                          |
| gmina Panki            | 5096                                | 54,94                           | 92,76                          |
| gmina Poczesna         | 12634                               | 59,98                           | 210,64                         |
| gmina Popów            | 6073                                | 102,29                          | 59,37                          |
| gmina Rędziny          | 9807                                | 41,23                           | 237,86                         |
| gmina Wręczyca Wielka  | 17309                               | 148,28                          | 116,73                         |
| Razem (aglomeracja) Σ  | 382483                              | 1629,03                         | 234,79                         |

### Aglomeracja według R. Krzysztofika
W pracy wydanej w 2014 roku dr hab. Robert Krzysztofik zaliczył do aglomeracji miasto Częstochowa oraz 13 okolicznych gmin: Janów, Kamienica Polska, Kłomnice, Konopiska, Kruszyna, Mstów, Mykanów, Olsztyn, Poczesna, Rędziny i Starcza z powiatu częstochowskiego oraz Kłobuck i Wręczyca Wielka z powiatu kłobuckiego. Powierzchnia tego obszaru wynosi  1509  km², a liczba mieszkańców w 2012 roku wynosiła 391,5 tys.

### Obszar funkcjonalny
Według programu ESPON obszar funkcjonalny Częstochowy (FUA, ang. Functional Urban Area) w 2002 r. zamieszkiwało 365 tys. osób.